# Вилађо Серено (Бергамо)
Вилађо Серено је насеље у Италији у округу Бергамо, региону Ломбардија.
Према процени из 2011. у насељу је живело 285 становника. Насеље се налази на надморској висини од 217 м.